# Ramon de Tèrme
Ramon III de Tèrme (c. 1170 - Carcassona, c. 1210) va ser senyor de Tèrme (Llenguadoc) i altres possessions de la zona. Va ser acusat de donar suport a l'heretgia albigesa per, entre altres coses, no haver fet dir missa al castell de Tèrme en trenta anys.

## Biografia
No se sap gaire cosa de la seva vida. Era fill de Guillem de Tèrme i Adalmurs de Fenolleda. Benet de Tèrme, bisbe càtar del Rasès, era possiblement el seu germà. Formalment era vassall dels vescomtes de Carcassona, tot i que en gran manera va gestionar els seus territoris de manera independent.
Durant la croada albigesa molts creients càtars van buscar protecció del castell de Tèrme, per la qual cosa va ser acusat de protegir heretges. El castell va ser un dels primers que l'host de Simó de Montfort va assetjar; el setge del castell de Tèrme va durar quatre mesos, fins que finalment el desembre de 1210 els assetjants es van rendir per manca d'aigua i menjar. Ramon de Tèrme va ser fet presoner i va ser enviat a la presó de Carcassona, on va morir poc temps després.

## Descendència
Ramon va tenir dos fills i dues filles:
- Oliver de Tèrme (c. 1200–1274).[3]
- Bernat de Tèrme (?-1228/1229), que va morir combatent en la conquesta de Mallorca.
- Blanca.
- Raimonda.